# خفاش ثلاثي الشعب العربي
خفاش ثلاثي الشُعب العربي (الاسم العلمي: Asellia arabica)، هو نوع من فصيلة خفاشيات العالم القديم ورقية الأنف الموجودة في الشرق الأوسط، وثق وجودها في جنوب غرب سلطنة عمان وجنوب شرق اليمن.